# دانيال وينسلو
دانيال وينسلو (بالإنجليزية: Daniel Winslow)‏ هو محامي وسياسي أمريكي، ولد في 13 مايو 1958 في نورثهامبتون في الولايات المتحدة. حزبياً، نشط في الحزب الجمهوري. وقد انتخب عضو مجلس نواب ماساتشوستس.